# Coptotettix strigatus
Coptotettix strigatus är en insektsart som beskrevs av Rehn, J.A.G. 1952. Coptotettix strigatus ingår i släktet Coptotettix och familjen torngräshoppor. Inga underarter finns listade i Catalogue of Life.